# Дейна (Індіана)
Дейна (англ. Dana) — місто (англ. town) в США, в окрузі Вермільйон штату Індіана. Населення — 555 осіб (2020).

## Географія
Дейна розташована за координатами 39°48′26″ пн. ш. 87°29′40″ зх. д. / 39.80722° пн. ш. 87.49444° зх. д. (39.807257, -87.494534).  За даними Бюро перепису населення США в 2010 році місто мало площу 0,76 км², уся площа — суходіл.

## Демографія
Згідно з переписом 2010 року, у місті мешкало 608 осіб у 241 домогосподарстві у складі 173 родин. Густота населення становила 804 особи/км².  Було 290 помешкань (383/км²).
Расовий склад населення:
| - 97,5 % — білих - 0,5 % — корінних американців - 0,2 % — чорних або афроамериканців - 0,2 % — азіатів |

До двох чи більше рас належало 1,0 %. Частка іспаномовних становила 1,3 % від усіх жителів.
За віковим діапазоном населення розподілялося таким чином: 24,2 % — особи молодші 18 років, 57,2 % — особи у віці 18—64 років, 18,6 % — особи у віці 65 років та старші. Медіана віку мешканця становила 40,7 року. На 100 осіб жіночої статі у місті припадало 85,9 чоловіків;  на 100 жінок у віці від 18 років та старших — 85,9 чоловіків також старших 18 років.
Середній дохід на одне домашнє господарство  становив 44 818 доларів США (медіана — 41 058), а середній дохід на одну сім'ю — 49 686 доларів (медіана — 45 833). Медіана доходів становила 40 104 долари для чоловіків та 36 250 доларів для жінок. За межею бідності перебувало 20,3 % осіб, у тому числі 22,9 % дітей у віці до 18 років та 1,7 % осіб у віці 65 років та старших.
Цивільне працевлаштоване населення становило 224 особи. Основні галузі зайнятості: виробництво — 25,4 %, освіта, охорона здоров'я та соціальна допомога — 17,0 %, публічна адміністрація — 13,8 %.